# Zedekiah Kidwell

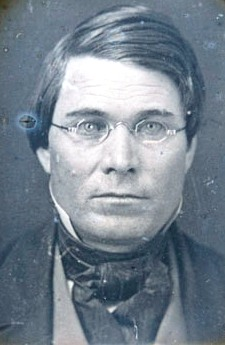
Zedekiah Kidwell

Zedekiah Kidwell (* 4. Januar 1814 in Fairfax, Virginia; † 27. April 1872 in Fairmont, West Virginia) war ein US-amerikanischer Politiker. Zwischen 1853 und 1857 vertrat er den Bundesstaat Virginia im US-Repräsentantenhaus.

## Werdegang
Nach einer guten Ausbildung studierte Zedekiah Kidwell Medizin. Im Jahr 1834 zog er mit seinem Vater nach Clarksburg im heutigen West Virginia, wo er als Lehrer und Ladenangestellter arbeitete. Danach setzte er am Jefferson Medical College in Philadelphia sein Medizinstudium fort. Zwischen 1839 und 1849 praktizierte er im Fairfax County als Arzt; danach zog er nach Fairmont. Nach seinem Jurastudium und einer 1849 erfolgten Zulassung als Rechtsanwalt begann er, in diesem Beruf zu arbeiten.
Schon früher schlug er als Mitglied der Demokratischen Partei eine politische Laufbahn ein: zwischen 1842 und 1845 gehörte er dem Abgeordnetenhaus von Virginia an. 1849 nahm er dann als Delegierter an einem Verfassungskonvent seines Staates teil. In den Jahren 1849, 1850 und 1852 war er erneut Mitglied des Abgeordnetenhauses.
Bei den Kongresswahlen des Jahres 1852 wurde Kidwell im zehnten Wahlbezirk von Virginia in das US-Repräsentantenhaus in Washington, D.C. gewählt, wo er am 4. März 1853 die Nachfolge von Charles J. Faulkner antrat. Nach einer Wiederwahl konnte er bis zum 3. März 1857 zwei Legislaturperioden im Kongress absolvieren. Diese waren von den Ereignissen im Vorfeld des Bürgerkrieges geprägt. Im Jahr 1856 verzichtete er auf eine weitere Kongresskandidatur. Zwischen 1857 und 1860 war Kidwell Mitglied des staatlichen Ausschusses für öffentliche Arbeiten in Virginia.
Während des Bürgerkrieges bekleidete er ein lokales ziviles Amt in Richmond. Ansonsten praktizierte er wieder als Arzt.
Zedekiah Kidwell starb am 27. April 1872 in Fairmont.